# Tj Purbatua
Tj Purbatua is een bestuurslaag in het regentschap Padang Lawas van de provincie Noord-Sumatra, Indonesië. Tj Purbatua telt 93 inwoners (volkstelling 2010).